# San Michele Arcangelo a Pietralata
San Michele Arcangelo a Pietralata ist eine römisch-katholische Pfarrkirche und Titeldiakonie im römischen Quartier Pietralata.

## Geschichte
Die Pfarrei wurde am 23. September 1938 mit einem Dekret von Kardinalvikar Francesco Marchetti Selvaggiani errichtet. Im Jahre 1938 wurde die Kirche nach Plänen von Tullio Rossi gebaut und am 25. September 1948 vom römischen Weihbischof Luigi Traglia geweiht.
Mit einem Dekret wurde sie von Papst Paul VI. zur Titeldiakonie erhoben. Am 15. Juni 1982 wurden die Grenzen zu Santi Angeli Custodi a Città Giardino und Sankt Laurentius vor den Mauern festgelegt.
2007 waren die Kirche und ihr Pfarrer Mitwirkende an einer Fernsehwerbung für die italienische Mandatssteuer, eine Steuer, die der deutschen Kirchensteuer ähnlich ist.

## Ausstattung
Die Kirche sieht von außen einer Hütte ähnlich. An der Fassade ist das Wappen von Papst Pius XI., und eine Statue der Madonna der wundertätigen Medaille ist auf dem Dachfirst.

## Kardinaldiakon
Die bisherigen Titelträger waren:
- Joseph Cardijn, Begründer der CAJ, 22. Februar 1965 – 25. Juli 1967
- Javier Lozano Barragán, Kurienkardinal, 21. Oktober 2003 – 12. Juni 2014, danach Kardinalpriester von Santa Dorotea
- Michael Czerny SJ, seit 5. Oktober 2019